# Dubiepeira dubitata
Dubiepeira dubitata is een spinnensoort uit de familie wielwebspinnen die voorkomt van Venezuela tot Brazilië.
Het kopborststuk van deze spin is donkerbruin met een zwarte middenband. De poten zijn zwart en lichtgeel gebandeerd. Het achterlijf is limoengroen met vier stippen. De soort kan daardoor ook verward worden met komkommerspinnen, maar die soort is robuuster gebouwd.